# Bruce Watson (homme politique)
Pour les articles homonymes, voir Bruce Watson et Watson.
Mearns Bruce Watson (3 avril 1910-16 mai 1988) est un chimiste et homme politique écossais du Parti national écossais. Il est le chef du Parti national écossais (SNP) de 1945 à 1947.

## Biographie
Watson est né à Rubislaw, Aberdeen, le fils de Mearns Watson, un vendeur de fruits. Il étudie la chimie à l'Université d'Aberdeen et y enseigne plus tard de 1935 à 1945 en tant que maître de conférences assistant en chimie, puis en tant que professeur de chimie organique . En 1945, il part à l'Institut de technologie de Robert Gordon, où il est chef de la chimie jusqu'à sa retraite en 1975. En tant que chimiste organique, Watson est exempté du service militaire pendant la Seconde Guerre mondiale et sert à la place comme officier de protection des gaz pour l'ensemble du nord de l'Écosse.
En 1945, le président du SNP, Douglas Young démissionne après que le parti ait interdit à ses membres d'être également membres des partis politiques britanniques. Watson estime qu'essayer de gagner l'autonomie par les partis britanniques est une perte de temps  et prend la présidence vacante du parti sans candidat face à lui.
En 1946, Watson préside une grande conférence à Perth qui exige l'autonomie gouvernementale de l'Écosse . En 1947, il démissionne de la présidence du SNP afin que lui succède Robert McIntyre, ancien député et figure la plus connue du parti .
Basé à Aberdeen, Watson reste actif dans le SNP dans les années 1960.